# Família Baldwin
A família Baldwin são parentes norte-americanos, que, por nascimento ou casamento, incluem sete artistas profissionais (seis deles atores).

## Membros
- Os quatro irmãos Baldwin:[2]
  - Alec (n. 1958)
  - Daniel (n. 1960)
  - Stephen (n. 1966)
  - William (n. 1963)

- Esposas atuais ou divorciadas:
  - Kim Basinger (n. 1953): ex-esposa de Alec
  - Chynna Phillips (n. 1968): esposa de William
  - Kennya Baldwin (n. 1968): esposa de Stephen
  - Hilaria Thomas: atual esposa de Alec

- Filhos dos irmãos Baldwin:
  - Hailey (n. 1996): modelo, filha de Stephen e casada com Justin Bieber.[3]
  - Ireland (n. 1995): modelo e atriz, filha de Kim Basinger e Alec.[4]

Três dos quatro irmãos (Daniel, William e Stephen) aparecem no filme Born on the Fourth of July de Oliver Stone. O documentário The Baldwin Brothers diz respeito aos quatro irmãos.